# Långtjärnen (Hjulsjö socken, Västmanland, 663384-143804)
Långtjärnen är en sjö i Hällefors kommun i Västmanland och ingår i Norrströms huvudavrinningsområde.